# St. Veit im Innkreis
St. Veit im Innkreis (auch Sankt Veit im Innkreis)  ist eine Gemeinde in Oberösterreich im Bezirk Braunau am Inn im Innviertel mit 395 Einwohnern (Stand 1. Jänner 2024).

## Geografie
Sankt Veit im Innkreis  liegt auf 411 Meter Höhe im Innviertel. Die Ausdehnung beträgt von Nord nach Süd 3,6 Kilometer, von West nach Ost 2,8 Kilometer. Die Gemeinde ist fünf Quadratkilometer groß, davon sind zehn Prozent bewaldet und mehr als achtzig Prozent werden landwirtschaftlich genutzt.

### Gemeindegliederung
Das Gemeindegebiet umfasst folgende sechs Ortschaften (in Klammern Einwohnerzahl Stand 1. Jänner 2024):
- Marlupp (19)
- Pirat (77)
- Pudexing (83)
- Sankt Veit im Innkreis (174)
- Schacher (18)
- Wimhub (24)

Die Gemeinde besteht aus der Katastralgemeinde St. Veit im Innkreis.
Der zuständige Gerichtsbezirk ist der Gerichtsbezirk Braunau am Inn.

### Nachbargemeinden
|         | Altheim                                     | Polling im Innkreis |
|         | Kompassrose, die auf Nachbargemeinden zeigt |                     |
| Roßbach |                                             | Aspach              |

## Geschichte
Seit Gründung des Herzogtums Bayern war der Ort bayerisch. Die Schlösser Wimhub und Brunnthal bei Sankt Veit gehörten vom 16. bis zum 19. Jahrhundert den Freiherren von Hackledt, viele Familienmitglieder sind auch in der Kirche von Sankt Veit begraben, wo einige Grabsteine an sie erinnern.  1779 kam nach dem Frieden von Teschen mit dem Innviertel (damals ‚Innbaiern‘) zu Österreich. Während der Napoleonischen Kriege wieder kurz bayrisch, gehört er seit 1814 endgültig zu Oberösterreich. Nach dem Anschluss Österreichs an das Deutsche Reich am 13. März 1938 gehörte der Ort zum „Gau Oberdonau“. Nach 1945 erfolgte die Wiederherstellung Oberösterreichs.

### Einwohnerentwicklung
1991 hatte die Gemeinde laut Volkszählung 403 Einwohner, 2001 dann 367 Einwohner.

## Kultur und Sehenswürdigkeiten
- Schloss Brunnthal
- Schloss Wimhub

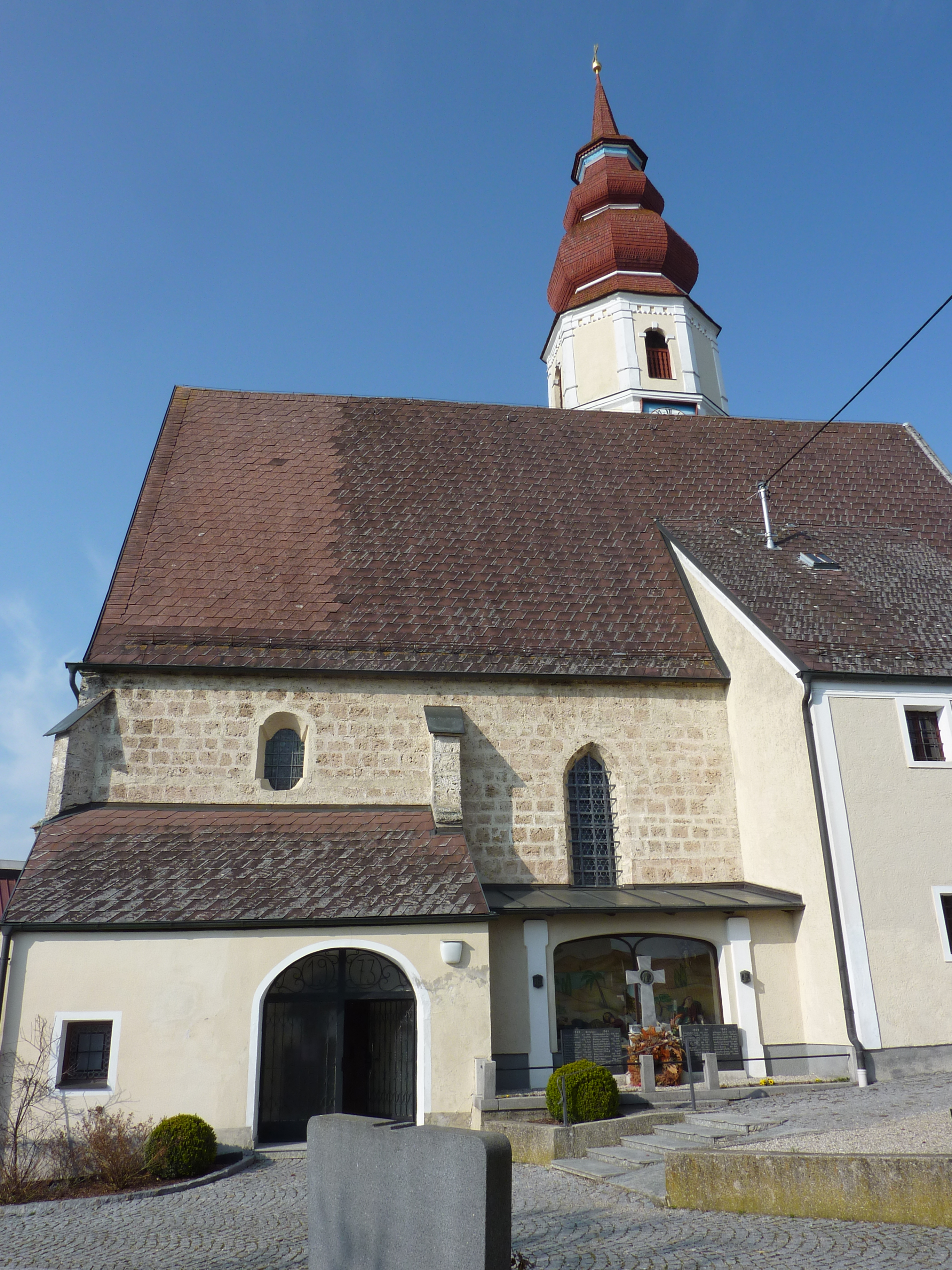
Filialkirche St. Veit im Innkreis

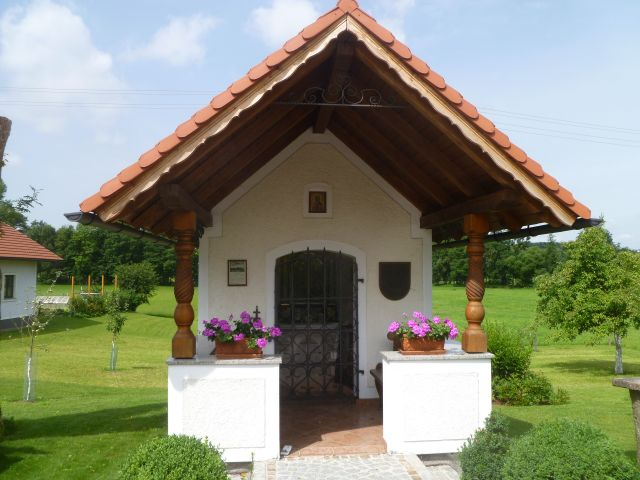
Nepomukkapelle

- Katholische Filialkirche St. Veit im Innkreis
- Nepomukkapelle
- Heckenlehrpfad
- Friedensweg Roßbach-St. Veit

## Wirtschaft und Infrastruktur

### Wirtschaftssektoren
Von den landwirtschaftlichen Betrieben des Jahres 2010 wurden acht im Haupt- und elf im Nebenerwerb geführt. Die Haupterwerbsbetriebe bewirtschafteten drei Viertel der Flächen. Der größte Arbeitgeber im Dienstleistungssektor war der Handel (Stand 2011).
| Wirtschaftssektor            | Anzahl Betriebe | Anzahl Betriebe | Erwerbstätige | Erwerbstätige |
| Wirtschaftssektor            | 2011            | 2001            | 2011          | 2001          |
| ---------------------------- | --------------- | --------------- | ------------- | ------------- |
| Land- und Forstwirtschaft 1) | 19              | 24              | 19            | 28            |
| Produktion                   | 2               | 1               | 2             | 1             |
| Dienstleistung               | 10              | 9               | 26            | 26            |

1) Betriebe mit Fläche in den Jahren 2010 und 1999

### Berufspendler
Im Jahr 2011 lebten etwas über 200 Erwerbstätige in St. Veit im Innkreis. Davon arbeiteten 35 in der Gemeinde, mehr als achtzig Prozent pendelten aus.

## Politik
Der Gemeinderat hat 13 Mitglieder.
- Mit den Gemeinderats- und Bürgermeisterwahlen in Oberösterreich 1997 hatte der Gemeinderat folgende Verteilung: 5 ÖVP, 2 SPÖ und 2 FPÖ. (9 Mandate)
- Mit den Gemeinderats- und Bürgermeisterwahlen in Oberösterreich 2003 hatte der Gemeinderat folgende Verteilung: 5 ÖVP und 4 SPÖ. (9 Mandate)
- Mit den Gemeinderats- und Bürgermeisterwahlen in Oberösterreich 2009 hatte der Gemeinderat folgende Verteilung: 4 ÖVP, 4 SPÖ und 1 FPÖ. (9 Mandate)
- Mit den Gemeinderats- und Bürgermeisterwahlen in Oberösterreich 2015 hatte der Gemeinderat folgende Verteilung: 7 ÖVP, 3 SPÖ und 3 FPÖ. (13 Mandate)
- Mit den Gemeinderats- und Bürgermeisterwahlen in Oberösterreich 2021 hat der Gemeinderat folgende Verteilung: 7 ÖVP, 3 SPÖ und 3 FPÖ.[9]

| Partei | 2015    | 2015    | 2009 | 2009    | 2003 | 2003    | 1997 | 1997    |
| Partei | Prozent | Mandate | %    | Mandate | %    | Mandate | %    | Mandate |
| ------ | ------- | ------- | ---- | ------- | ---- | ------- | ---- | ------- |
| ÖVP    | 52,58   | 7       | 48   | 4       | 49   | 5       | 53   | 5       |
| SPÖ    | 25,43   | 3       | 40   | 4       | 42   | 4       | 27   | 2       |
| FPÖ    | 21,99   | 3       | 13   | 1       | 9    | 0       | 20   | 2       |

### Bürgermeister
- bis 2013 Franz Kneißl (SPÖ)
- seit 2013 Manfred Feichtinger (ÖVP)[14]

### Wappen
Offizielle Beschreibung des 1986 verliehenen Gemeindewappens: Geteilt in Form einer gestürzten, flachen Spitze; oben in Schwarz ein goldener Kessel in roten Flammen, unten in Blau zwei silberne Pfähle.
Der Kessel in den Flammen steht für den Kirchenpatron, den hl. Veit.
Die Gemeindefarbe ist Grün.